# Парламентьор
Парламентьор е лице от вражеска или приятелска армия, чиято цел е да води преговори директно на бойното поле, по време на прекъсване на сражението заедно с командирите на другата армия.
За да покаже, че парламентьорът е готов за преговори, той размахва бяло знаме, което значи „Идвам с мир“. След преговорите, парламентьорът трябва да се върне жив и здрав до своите части, убийството на парламентьор е военно престъпление, тъй като парламентьорът няма оръжие в себе си по време на преговорите, ако парламентьорът нападне „домакините“ си, той също е военен престъпник.
Много руски парламентьори загиват по време на преговори с немски командири, по време на Битката за Берлин.